# Little Berkhamsted
Little Berkhamsted è un villaggio e parrocchia civile dell'Inghilterra, appartenente alla contea dell'Hertfordshire.